# Cone (célula)

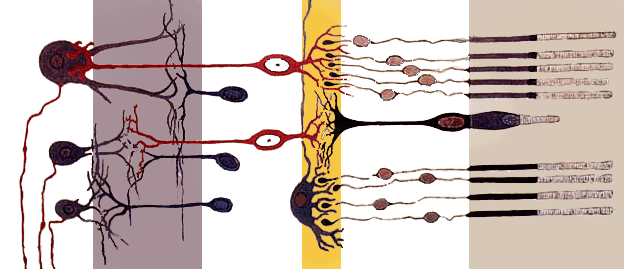
A estrutura celular da retina. À direita, 1 cone entre dois grupos de bastonetes

Estrutura de um cone retinal

Os cones da retina do olho dos humanos e de outros vertebrados são células fotorreceptoras responsáveis pela percepção das cores. A densidade dos cones não é igual em toda a retina; existe um grande número deles na fóvea, mas o seu número diminui gradualmente em direção à periferia da retina.
Um número citado com maior frequência sobre o número de cones na retina humana remete para os seis milhões, estabelecido por Osterberg em 1935. Mas em obras mais modernas, como o texto de Oyster (1999) os números obtidos por Curcio et al. (1990) dão um total de 4,5 milhões de cones em média na retina humana (acompanhados por 90 milhões de bastonetes).
Os cones são menos sensíveis à luz do que os bastonetes, pelo que têm de trabalhar com intensidades de luz relativamente elevadas (a visão noturna depende dos bastonetes), mas os cones permitem a perceção das cores. Também conseguem perceber detalhes visuais finos e mudanças rápidas nas imagens, porque o seu tempo de resposta aos estímulos é mais rápido do que o das bengalas. Os humanos têm visão tricromática (teoria de Young-Helmholtz) porque normalmente temos três tipos de cones com fotopsinas diferentes, que apresentam curvas de resposta diferentes e respondem à variação de cor de forma diferente. Isto pode mudar em casos de daltonismo e naqueles raros casos de pessoas que possuem quatro ou mais tipos de cones, conferindo-lhes uma visão tetracromática.
A destruição dos cones por uma doença provoca cegueira. Um estudo feito em ratinhos que foram injetados com opsinas nas suas retinas mostrou que havia atividade retinal com sinais de luz três meses depois.

## Tipos

Curva de resposta dos cones S, M e L humanos.

Os humanos têm normalmente três tipos de cones. Um tipo responde principalmente à luz de comprimentos de onda longos, com um pico nas cores amarelas (564–580 nm); este tipo é geralmente designado por L'' ("longo", para os comprimentos de onda) ou cone para amarelo. Um segundo tipo responde principalmente a luzes de comprimento de onda médio, com um pico nas cores verdes (534–545nm), e é designado por M' (de comprimentos de onda "médios") ou cone para o ' "verde" O terceiro tipo responde principalmente a comprimentos de onda curtos, cores azuis (420–440nm), e é designado como S (de curto) ou cone para azul. 
A diferença entre os sinais recebidos destes três tipos de cones permite ao cérebro perceber todas as cores do espectro visível, através do processo oponente (processo oponente) da visão das cores (Os bastonetes têm um pico de sensibilidade a 498 nm, aproximadamente a meio caminho entre os picos dos cones S e M).
Todos os recetores contêm o pigmento fotopsina, que apresenta variações na sua conformação, que determinam diferenças na absorção ótima de luzes de determinados comprimentos de onda.
A cor amarela, por exemplo, é percebida quando os cones L são estimulados um pouco mais do que os cones M, e a cor vermelha é percebida quando os cones L são estimulados significativamente mais do que os cones M. Da mesma forma, os tons azul e violeta são percebidos quando o receptor S é estimulado mais do que os outros dois.
Os cones S são mais sensíveis à luz de comprimento de onda de cerca de 420 nm. No entanto, o cristalino e a córnea do olho humano absorvem mais os comprimentos de onda curtos, e isto determina que o limite inferior dos comprimentos de onda percebidos pelo olho humano seja fixado em aproximadamente 380 nm, que é o limite de luz ultravioleta. As pessoas que têm afacia, uma condição na qual o olho não tem lente (cristalino) devido a razões congénitas ou cirurgia de catarata, por vezes relatam ser capazes de perceber a luz ultravioleta. Em níveis de luz médios ou intensos onde os cones funcionam, o olho é mais sensível ao verde amarelado do que a outras cores porque este estimula os dois cones mais abundantes (M e L) quase com a mesma intensidade. Em níveis baixos de intensidade de luz, onde os bastões funcionam, a sensibilidade é maior para os azuis-verdes.
A razão pela qual os cones têm uma acuidade visual significativamente maior é porque cada cone tem uma única ligação com o nervo ótico, pelo que os cones podem discriminar mais rapidamente se dois estímulos forem separados. 

## Estrutura

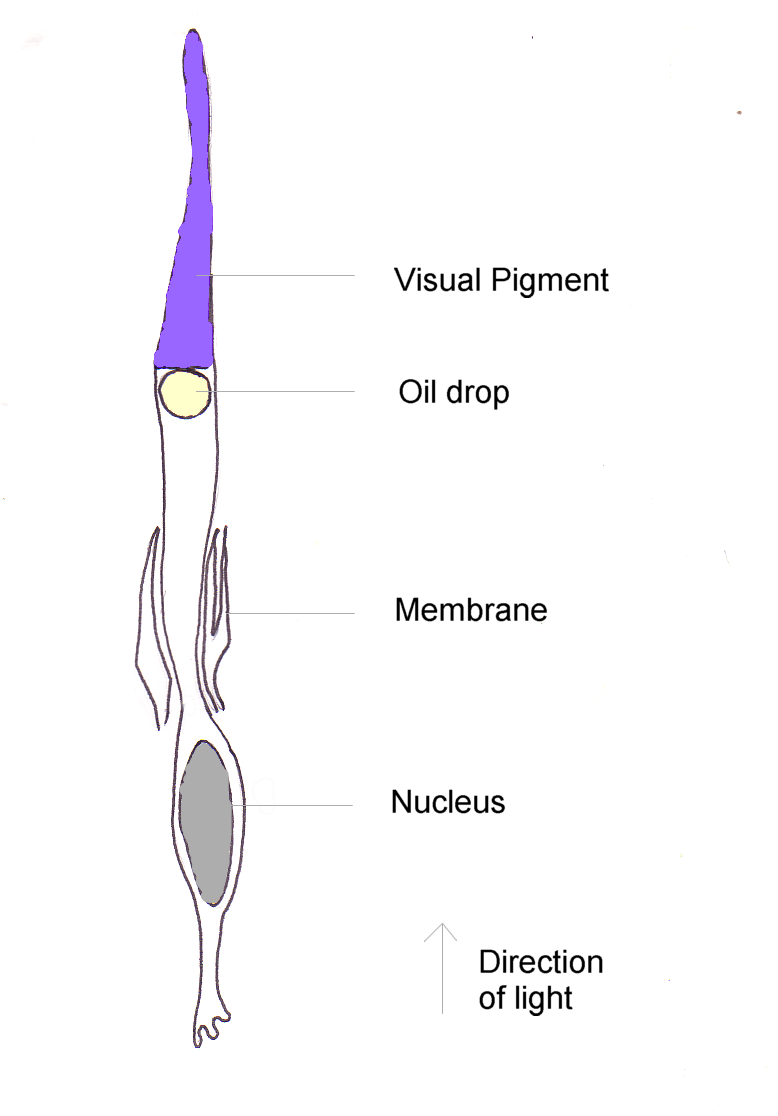
Os cones de pássaros, répteis e monotremes contêm uma gota de óleo colorido (gota de óleo).

Os cones são células fotorrecetoras, que podem ser consideradas neurónios modificados. Não podem ser divididos. Estão embalados na retina paralelamente entre si e com os bastonetes. A extremidade do fotorrecetor está voltada para as camadas externas do olho (coróide e esclera) e a outra extremidade aponta para o interior do olho. Embora o seu diâmetro varie consoante a área da retina, normalmente os cones têm um comprimento de 40-50 µm e um diâmetro de 0,5 a 4,0 µm, e são mais pequenos na fóvea. Os cones S são um pouco maiores que os outros.
Os cones têm quase a mesma organização que os bastonetes, e o segmento exterior não é cilíndrico, mas sim cónico, o que lhes dá o nome. A célula é constituída pelas seguintes partes: segmento externo, segmento interno, corpo celular, fibra interna e terminal sináptico. Os cones não possuem uma fibra externa antes do corpo como os bastonetes, exceto nos cones na parte externa da fóvea.
O segmento externo cónico é preenchido por um grande número de discos membranosos empilhados, que contêm os fotopigmentos na membrana e que são fechados, exceto os discos mais próximos do segmento interno, cujas membranas são contínuas com a membrana plasmática formando uma comunicação com o espaço extracelular (isto não acontece nas bengalas). O segmento externo está ligado ao interno por um cílio modificado. O segmento interno contém muitas mitocôndrias orientadas longitudinalmente e as habituais organelas. Após o segmento interno encontra-se o corpo do cone, onde se encontra o núcleo. Por baixo está a fibra do cone interno, que termina na terminação sináptica, que é espessa e em forma de taco e é chamada de pedículo do cone, e através dela liga-se à bipolares e células horizontais da retina.
O fotobranqueamento pode ser utilizado para determinar a disposição dos cones na retina. Isto é feito expondo a retina adaptada ao escuro à luz de determinados comprimentos de onda, que paralisam o tipo de cones sensíveis a esse comprimento de onda até 30 minutos, impedindo-os de se adaptarem ao escuro, fazendo com que pareçam brancos em contraste com os cones cinzentos em redor adaptado ao escuro, quando uma imagem é captada na retina. Os resultados indicam que os cones S estão localizados de forma aleatória e são muito menos frequentes do que os cones M e L. A proporção de cones M e L varia amplamente entre pessoas com visão normal (por exemplo, varia entre 75,8% L e 20, 0% M, a 50,6% L e 44,2% M em dois indivíduos do sexo masculino).
A resposta dos cones à luz não é uniforme direcionalmente. Os cones são menos eficientes na perceção da luz que atinge os bordos da pupila e mais eficientes para a luz que atinge o centro da pupila. Isto é conhecido como efeito Stiles-Crawford.

## Doenças
Uma das doenças relacionadas com os cones da retina é o retinoblastoma. O retinoblastoma é um cancro de retina comum em crianças causado pela posse de dois aleloss (homozigose) mutantes do gene do retinoblastoma (RB1), localizados no cromossoma 13. A proteína codificada pelo gene RB1 regula a via de transdução de sinal, que controla o ciclo celular para ser normal. O retinoblastoma parece ter origem em precursores de cones, que perdem a funcionalidade da proteína do gene RB1 e o controlo do ciclo celular.

### Outros artigos
- Stick
- Visão das cores
- Daltonismo
- Célula amácrina